# Cephalops stygius
Cephalops stygius är en tvåvingeart som först beskrevs av Hardy 1948.  Cephalops stygius ingår i släktet Cephalops och familjen ögonflugor.
Artens utbredningsområde är Jamaica. Inga underarter finns listade i Catalogue of Life.